# Moskou op het Türkvizyonsongfestival
Moskou neemt sinds de tweede editie in 2014 deel aan het Türkvizyonsongfestival. De oblast heeft in totaal 2 keer deelgenomen aan het festival.

## Moskou of Rusland?
Oorspronkelijk werd Rusland aangekondigd als deelnemer tijdens de eerste editie van het festival in 2013. Om ongekende redenen stond het land niet op de officiële deelnemerslijst en nam het land dus ook niet deel.
Het jaar nadien zou de Russische Federatie wel debuteren op het festival, maar midden november werd bekend dat Rusland, maar de oblast Moskou naar het festival zou gaan. De reden voor die wijziging werd niet vermeld. Het jaar nadien meldde de organisatie dan wel waarom niet Rusland, maar wel Moskou deelnam aan het festival: mocht Rusland als federatie deelnemen aan het festival, zou dit te verwarrend zijn met alle oblasten en deelrepublieken van Rusland die zelfstandig deelnemen.
Ondanks deze verduidelijking was de verwarring in 2020 weer groot toen Moskou bekendmaakte weer deel te nemen aan het festival, maar op de officiële startvolgorde van het evenement geen Moskou, maar wel Rusland stond. Tijdens de finale van die editie werd de deelname dan toch steeds vermeld als Moskou.

## Geschiedenis

### 2014
Na een mislukte deelname in 2013, lukte het Moskou in 2014 wel om een deelnemer naar het festival af te vaardigen. De groep Kazan World, die even voorheen nog tweede werden in de Tataarse preselectie voor het Türkvizyonsongfestival 2014, werd intern gekozen om Moskou te vertegenwoordigen tijdens hun debuut. De groep deed dit met het Tataarse lied Sine kötäm.
De tweede editie van het festival vond plaats in Kazan in de Russische deelrepubliek Tatarije, de thuisbasis van Kazan World. In de halve finale kwam Moskou als twaalfde aan de beurt, na Tatarije en voor Kirgizië. Met 190 punten eindigde de groep op de vijfde plaats en kwalificeerde ze zich ruimschoots voor de finale. Daarin trad ze als veertiende aan. Moskou kreeg ditmaal slechts 170 punten, wat neerkwam op een twaalfde plaats.

### 2015
Ook voor de editie in 2015 meldde Moskou zich aan. De omroep ging net zoals het voorgaande jaar op zoek naar een kandidaat uit de preselectie van een andere deelnemende omroep. Ditmaal viel de keuze op Zuleyha İlbakova, die deelnam aan de Basjkierse preselectie, met het Basjkierse lied Bәlәkәy qıź. Vanwege de ruzie tussen Rusland en Turkije eind 2015 vroeg de Russische regering aan de Russisch deelnemende gebieden om af te zien van deelname aan het festival. Hierop besloot Moskou om toch niet deel te nemen.

### 2020
Bij de heropstart van het festival in 2020 was Moskou opnieuw van de partij. De kandidaat werd wederom intern gekozen. De keuze viel op Olga Shimanskaya. Shimanskaya zou oorspronkelijk Polen vertegenwoordigen op het geannuleerde Türkvizyonsongfestival in 2016. Ze nam deel met het lied Hadi gel. Omwille van de coronapandemie vond het festival zodoende online plaats en moesten alle deelnemers hun inzending op voorhand opnemen. Moskou kwam als negentiende aan de beurt en sloot de avond af op de 9de plaats. Dit is tot op heden de beste prestatie van Moskou op het festival. Shimanskaya won nadien wel de Audience sympathy prize omdat ze de meeste online stemmen kreeg voor haar cover van het lied Sari gelin.

## Deelnames van Moskou
| Jaar | Artiest     | Titel      | Fin. | Ptn. | Semi | Ptn. | Taal    |
| ---- | ----------- | ---------- | ---- | ---- | ---- | ---- | ------- |
| 2014 | Kazan World | Sine kötäm | 12   | 170  | 5    | 190  | Tataars |
| 2020 | Olga Napoli | Hadi gel   | 9    | 186  |      |      | Turks   |

| Kleur | Betekenis      |
| ----- | -------------- |
|       | Eerste plaats  |
|       | Tweede plaats  |
|       | Derde plaats   |
|       | Laatste plaats |
|       | Gastland       |